# ロッテ僕の作文・私の作文
『ロッテ僕の作文・私の作文』（ロッテぼくのさくぶん・わたしのさくぶん）は、全国のラジオ局が平日の朝に自社制作していた企画ネット番組である。ロッテの1社提供・冠スポンサー番組である。

## 番組概要
主に小学生の作文を紹介する番組であるが、形式として投稿した本人が読み上げるものとアナウンサーが朗読するものに分かれる。
2009年までにロッテがスポンサーを降板し、現在は各地方で独自に作文紹介をする番組を継続している（後述）。

## 番組実施局
番組名・放送時間は終了時点。
番組末期
- 北陸放送：7:05 - 7:10
- 静岡放送：7:15 - 7:20（『とれたてラジオ One to one』内）
- 中国放送：9:20 - 9:25（『平成ラヂオバラエティごぜん様さま』内）
- 熊本放送：6:55 - 7:00（『史郎と扶美の日刊・朝まる』内）
- 琉球放送：7:35 - 7:40（『アップ！』内）

途中で打ち切りとなった放送局
- 東北放送：6:55 - 7:00（『おはようワイド Goodモーニング』内）
- ラジオ大阪：7:10 - 7:15（『むさし・ふみ子の朝はミラクル!』内）
- 四国放送：7:05 - 7:10
- 九州朝日放送：6:55 - 7:00（『中村もときの通勤ラジオ』内）

## 備考
- 琉球放送では、『シャキッとi』→『アップ!!』の月曜 - 金曜 7:35 - 7:40で放送している（スポンサーはかつてはロッテ、後におきなわ屋に変更。一時期ノンスポンサーの時期もあった）。また、土曜・日曜の早朝などで、一週間分の作文をまとめて再放送していたが、新型コロナウイルスの影響による取材制限とスポンサーの撤退により本放送・再放送とも2020年7月から一時休止、同年9月から新しいスポンサー（地元の眼鏡チェーン店〈〜2021年4月まで〉、2021年4月から2022年3月まで沖縄創価学会が追加、同年6月と7月は学研教室がスポンサー）が入り本放送のみ再開、2021年1月からは土曜朝にて一週間分の再放送も再開した（後に一週間分の再放送は編成の都合により終了した）。ちなみに、当コーナーの前身は1980年から『RBCおはようジャーナル』の内包コーナーとして同じ趣旨で放送した『僕の学校・私の学校』で、放送開始から現タイトルを経て実に40年以上を持つ長寿コーナーとなっている。当番組は、この『僕の学校』をモデルとして企画ネット化した。また、年に一回夏休みの期間に「RBCiラジオスペシャル」内でこれまで放送した子どもたちの作文の傑作選をインタビューを交えて放送している。
- STVラジオの『オハヨー!ほっかいどう』では、ロッテのスポンサーが抜け、『オハヨー!僕の作文・私の作文』という名前になっている。
- IBC岩手放送の『朝からRADIO』では、ロッテのスポンサーが抜け、代わりに地元紙の岩手日報がスポンサーになっている。そのため、タイトルは『日報 僕の作文・私の作文』となっている。
- 東海ラジオの『小島一宏 モーニングあいランド』でも、ロッテのスポンサーが抜け、『僕の作文・私の作文』のタイトルで放送されていた。
- 文化放送では月 - 木曜の22:00 - 25:00放送『レコメン!』内23:00頃の『ロッテレコメン!ボーイズ』、土曜の13:00 - 15:00放送『みのもんたのウィークエンドをつかまえろ』内14時台および日曜の11:00 - 13:00放送『千田正穂のありがとう!』内12:20頃の「ロッテアフタヌーンレポート」で提供しており、このほか同番組内で11時台・12時台にスポットCMを流していたほか、ナイターシーズン中はこれ以外に『文化放送ライオンズナイター』内スポット（今夜のマリーンズ）でもPTを担当していた。なお、文化放送自体は似た内容の『いすゞ お父さん・お母さんへの手紙』（CBC制作）を『吉田照美 ソコダイジナトコ』内で放送していたが、スポンサーの都合で終了。その後、文化放送の番組改編で『ソコトコ』も2013年3月29日で終了し、2013年4月1日 - 9月30日まで『吉田照美 飛べ!サルバドール』の16:55頃の交通情報に提供していたが、2013年10月改編でコーナースポンサーを降板した。それに加えて『ウィークエンドをつかまえろ』でも長らく提供していたが、みのの次男の逮捕を受けて、2013年9月7日を以て降板した。これに変わって2013年10月5日より土曜夜枠の『A&G 超RADIO SHOW〜アニスパ!〜』内の新コーナー「ロッテのど飴presents 乗り込め!あさのタクシー」へ提供枠を移した（土曜22:40頃 - 22:50頃）。しかし、同番組も同年12月で終了し、「ロッテ・アフタヌーンレポート」は枠後継ワイド番組である『高田純次 日曜テキトォールノ』内フロートとして日曜12:35頃 - 12:45頃にて2017年4月2日まで放送されていた。2017年4月改編以降の文化放送での提供番組は日曜夕方の『ハート・リング健康Radio〜認知症と手をつなごう〜』（日曜17:40 - 17:50）と春・秋の全国交通安全運動開始前日に放送される「交通安全心にゆとり放送局」のみとなっているがどちらとも商品CMではない[1]。
- 中国放送では一時同時間帯に広島エフエム放送でネットされている番組のスポンサーがロッテだったこともあり、スポンサー名を外した『僕の作文・私の作文』として放送されていたが、2016年現在はにしき堂の提供で放送されている。
- 茨城放送（『ぼくの作文わたしの作文』）、和歌山放送（『わたくしの作文』）、岐阜放送（『僕の時間・私（わたし）の時間』）、大分放送（『私の作文』）、宮崎放送、南日本放送（いずれも『私たちの作文』）の各局は当番組の趣向が同じ番組を放送するため企画ネット番組と思われがちだが、番組タイトルやスポンサーが異なるため全く関係がない（岐阜放送の番組はかつて電電公社→NTTの一社提供であったが現在ノンスポンサー。宮崎放送、南日本放送も内容は異なるがかっては共にイケダパンの一社提供だった）。